# Plaisir d’amour

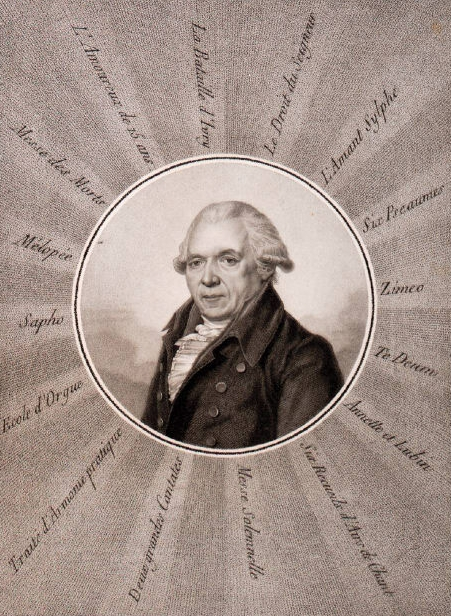
Jean-Paul-Égide Martini (1741–1816)

Plaisir d’amour ist ein bekanntes französisches Liebeslied. Der Text stammt aus der Novelle Célestine von Jean-Pierre Claris de Florian, die 1784 veröffentlicht wurde. Die Melodie komponierte wenig später Jean-Paul-Égide Martini, der sich in jungen Jahren Johann Paul Aegidius Schwarzendorf nannte; sie wurde erstmals 1785 veröffentlicht.

## Geschichte und Inhalt
Sein Text benennt eine entflohene Liebe „Sylvie“ des Sängers und thematisiert den Zwiespalt, dass Menschen nach Liebe suchen und in ihr nur eine kurze, orgiastische Erfüllung finden, derweilen der Kummer ein Leben lang anhält. Der Refrain:
| Plaisir d’amour ne dure qu’un moment, Chagrin d’amour dure toute la vie. | Liebesfreud dauert nur einen Augenblick, Liebesleid dauert das ganze Leben. |

Die Melodie erschien 1785 im ersten Band von Jean Baudrais’ Etrennes de Polymnie zusammen mit einer Gitarrenbegleitung von Ange-Étienne-Xavier Poisson de La Chabeaussière. Das Lied mit Klavierbegleitung erschien 1790 bei Le Normant d’Étiolles in Paris im Druck. Auch der Violinvirtuose und Verleger Jean-Jérôme Imbault (1753–1832) soll um 1790 in Paris eine Instrumentalfassung veröffentlicht haben.
Hector Berlioz instrumentierte die Melodie 1859 für kleines Orchester. Der französische Oboist und Komponist Casimir-Theophile Lalliet (1837–1892) verarbeitete die Melodie zu einer Fantasie mit dem Titel: Fantasie sur une melodie de Martini. Satzbezeichnung: Allegro agitato – molto lento. Die Japanerin Keiko Abe verarbeitete die Melodie zu den Stücken Marimba d’amore (11 Min.) und 2002 zu Piacer d’amor (6 Min.) für Marimbaphon.
Bekannte Interpreten des Liedes waren: Fritz Wunderlich (1965, z. B. in The Art of Fritz Wunderlich, Deutsche Grammophon, 2005), Yvonne Printemps (1931), Tino Rossi (1955), Joan Baez (1961), Judith Durham von den Seekers (1963), Marianne Faithfull (1965), Nana Mouskouri und Charles Aznavour (1971), Brigitte Bardot, Barbara Hendricks, Andrea Bocelli, Mireille Mathieu, Peter Alexander, Ivan Rebroff und Eddy Mitchell. Das Lied ist ein Ankerpunkt der Auftritte eines der weltbesten A-cappella-Gesangs-Ensembles, der King’s Singers aus England.
Helen Vita singt auf ihrem Album „Die frechsten Chansons aus dem alten Frankreich“ (1965) eine deutsche Version mit einem ironisch-frivolen Text von Walter Brandin. Udo Jürgens veröffentlichte 1969 (auf dem Album Udo ’70) eine von ihm bearbeitete Version unter dem Titel Du gingst vorbei. Michael Schanze hatte 1970 mit der Version Ich hab’ dich lieb Erfolg.
Can’t Help Falling in Love von Elvis Presley, gecovert unter anderem von UB40, basiert auf der Melodie des Liedes.
Zwei Filmen hat dieses Lied einen entscheidenden Stempel aufgedrückt: Die Erbin (1949) und Sliver (1993). In  Wir sind keine Engel wird das Lied mit einem neuen Text von Roger Wagner (Ma France bien-aimée) verwendet.
Das Lied war die Einleitungsmelodie des Glücksrads auf SR1 Europawelle.

## Text
Plaisir d'amour ne dure qu'un moment.

chagrin d'amour dure toute la vie.

J'ai tout quitté pour l'ingrate Sylvie.

Elle me quitte et prend un autre amant.

Plaisir d'amour ne dure qu'un moment.

chagrin d'amour dure toute la vie.

Tant que cette eau coulera doucement

vers ce ruisseau qui borde la prairie,

Je t'aimerai me répétait Sylvie.

L'eau coule encore. Elle a changé pourtant.

Plaisir d'amour ne dure qu'un moment.

chagrin d'amour dure toute la vie.